# Luigi Vanvitelli
Luigi Vanvitelli (12. května 1700, Neapol – 1. března 1773, Caserta) byl italský malíř a architekt. Jeho synem byl Carlo Vanvitelli, také architekt.

## Život
Byl synem holandského malíře Gaspara van Wittela a Anny Laurenziniové. Studoval malbu u svého otce, ale po roce 1730 se věnoval architektuře. Pracoval na projektech v Římě, Perugii, Sieně, Loretu a Anconě. V roce 1751 dostal od Karla III. Španělského zakázku na novou královskou rezidenci – zámek Caserta. Projektoval i kostely, villy a obytné bloky. Byl členem komise pro stavební úpravy a dokončení Svatopetrské baziliky. V roce 1769 byl pozván jako konzultant k přestavbě milánského středověkého vévodského paláce, jeho návrhy však odmítl ministr Václav Antonín Kounic.

## Stavby
- opevněný špitál v Anconě, 1733–1738
- úprava kostela Santa Maria degli Angeli v Římě
- zámek Caserta
- akvadukt Carolino
- Foro Carolino, 1758, Neapol
- zvonice v Loretu, 1751–1754
- ciborium v katedrále Santa Maria delle Colonne, Syrakusy
- Villa Campolieto, 1766

## Malby
- fresky v kapli kostela Santa Cecilia v Trastevere
- Akvadukt, 1752

## Galerie

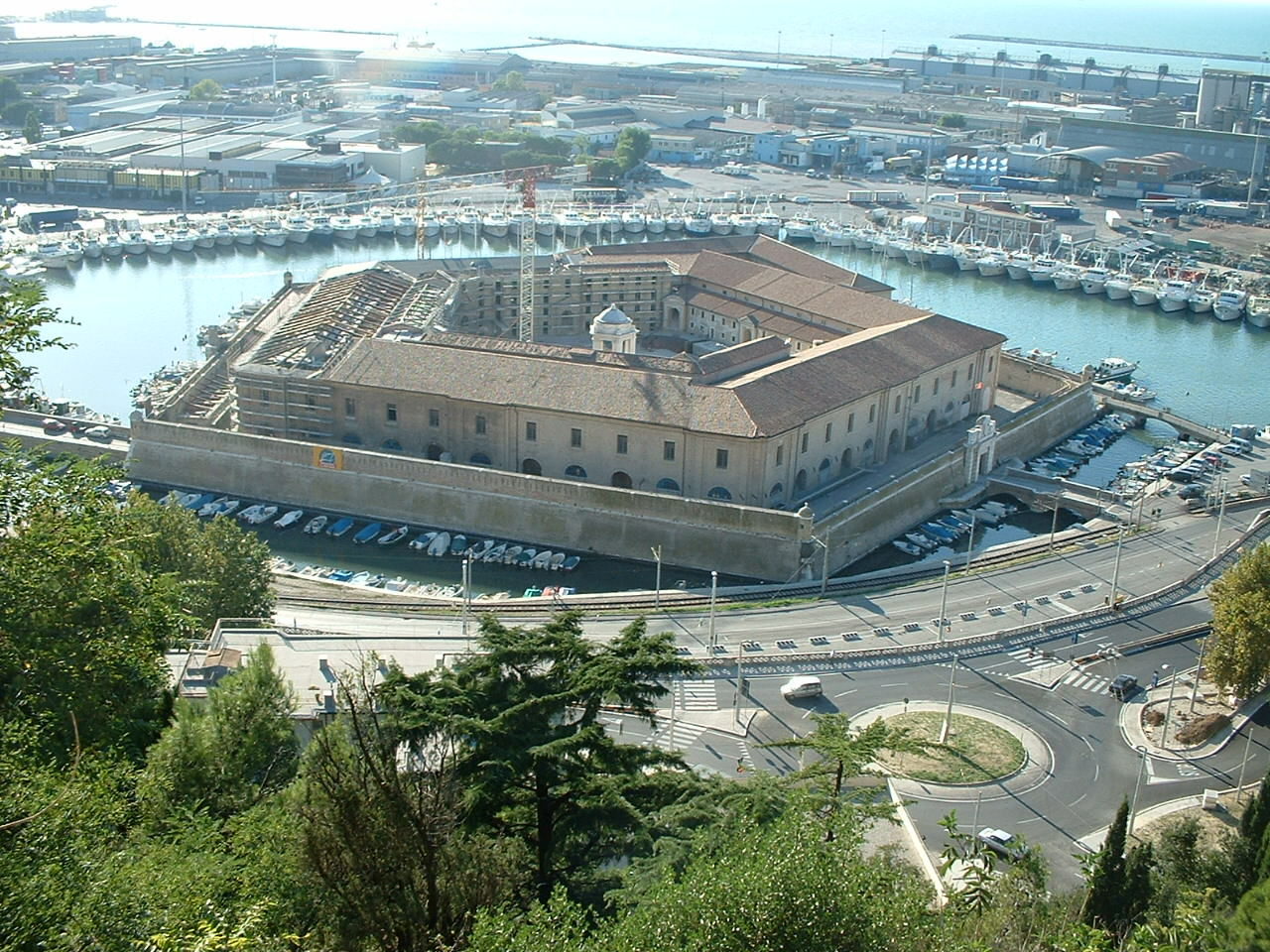
Špitál v Anconě
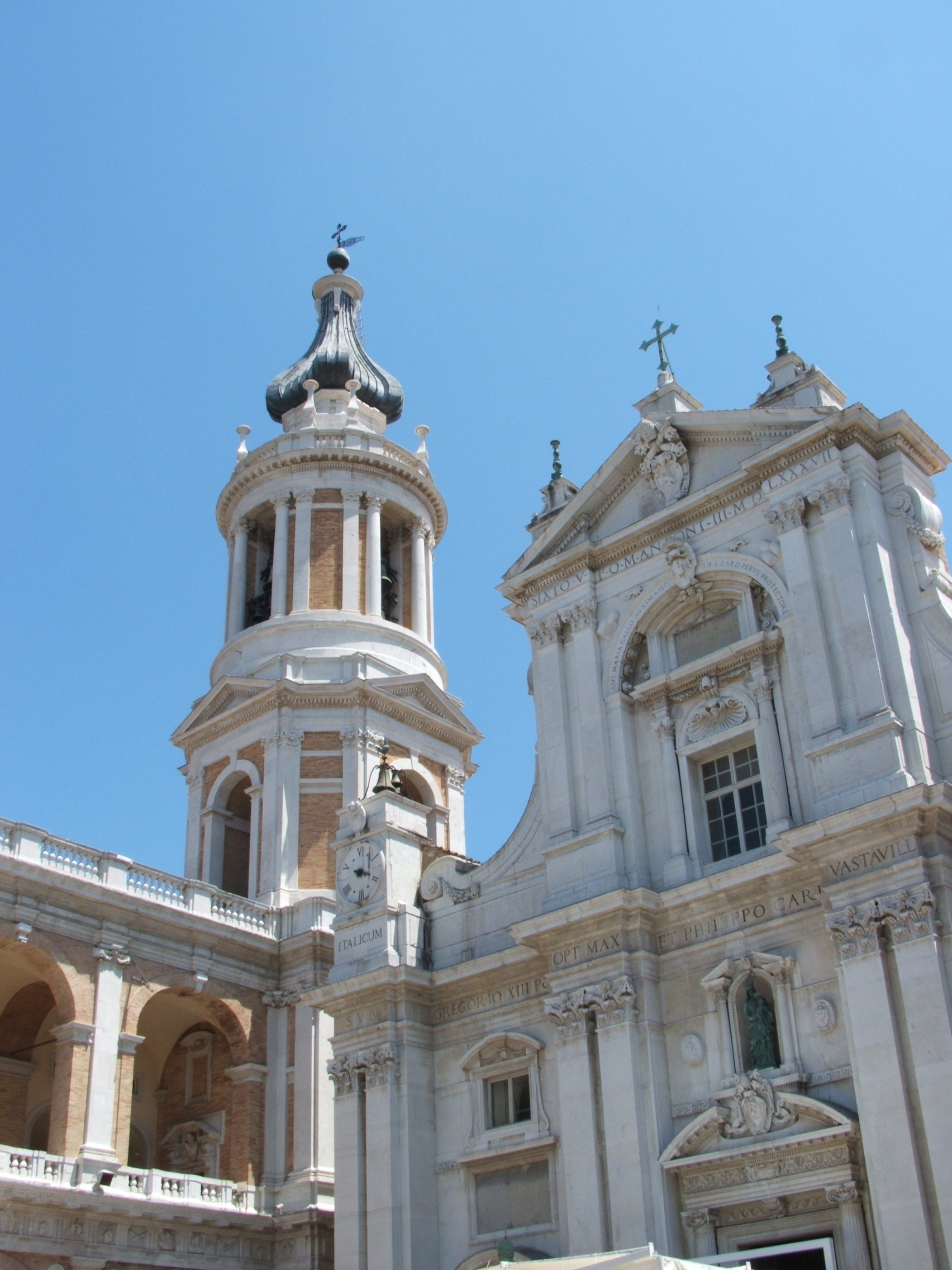
Zvonice v Loretu
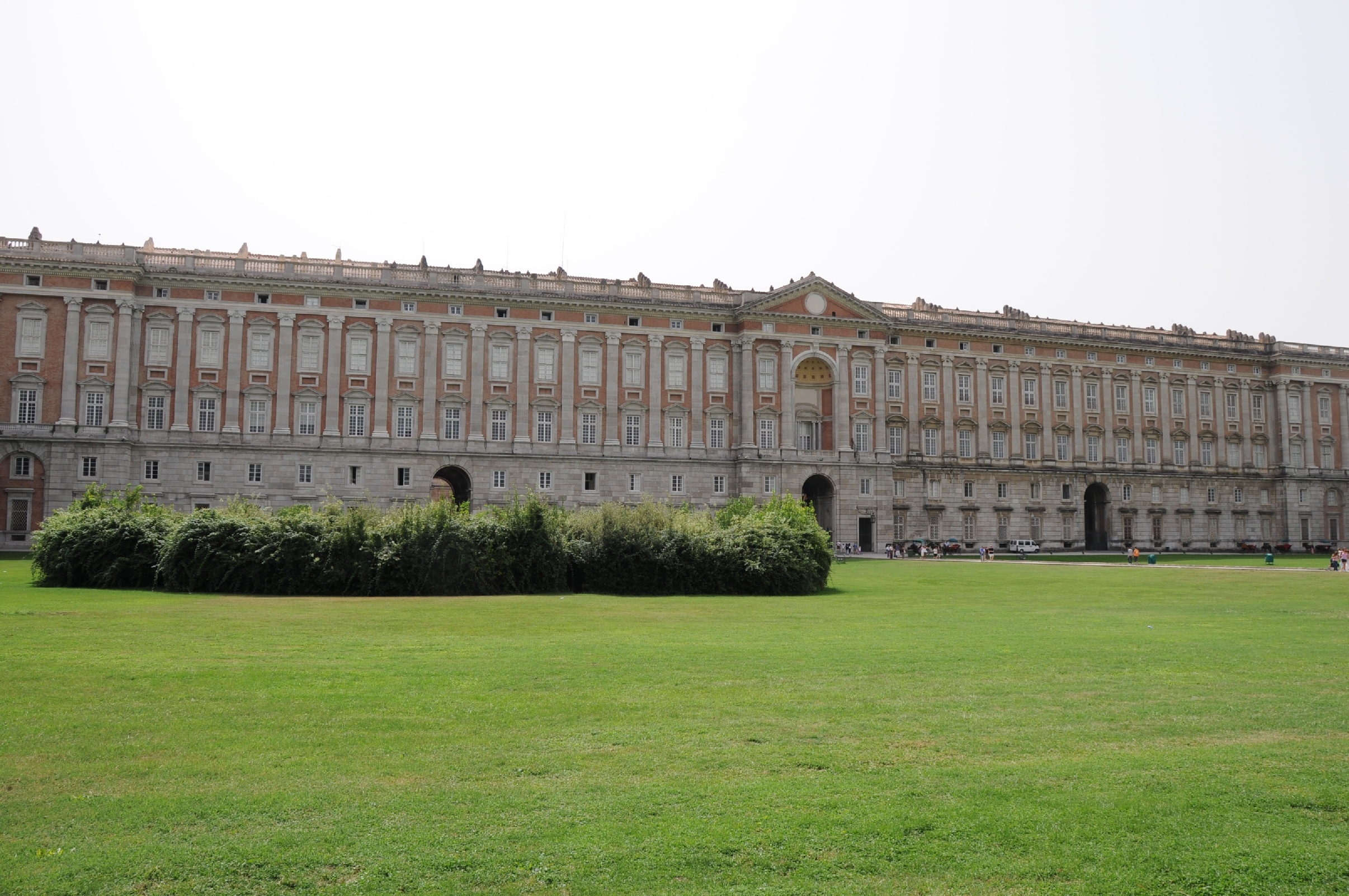
Zámek Caserta